# Julius Gustav Adolf Klotz
Julius Gustav Adolf Klotz (* 23. September 1812 in Bad Carlsruhe; † 4. April 1892 ebenda) war ein preußischer Generalleutnant und Inspekteur der 4. Ingenieur-Inspektion.

## Leben

### Herkunft
Seine Eltern waren der Forstmeister Paul August Ferdinand Klotz und dessen Ehefrau Johanna Elisabeth, geborene Schubert. Sein Bruder Georg Otto Hermann (1818–1878) wurde ebenfalls Generalleutnant.

### Militärkarriere
Klotz trat am 1. April 1830 in die 6. Pionier-Abteilung der Preußischen Armee ein und wurde am 1. Oktober 1830 an die Vereinigte Artillerie- und Ingenieurschule kommandiert. Bis Ende Dezember 1831 avancierte er zum Sekondeleutnant und wurde der 2. Ingenieur-Inspektion aggregiert. Am 21. Juli 1831 folgte seine Kommandierung zur 5. Pionier-Abteilung und am 10. September 1832 die Einrangierung. Am 15. Januar 1833 kam er in die 3. Pionier-Abteilung und am 28. April 1835 kam er wieder, später gemeinsam mit seinem Bruder, in die 5. Pionier-Abteilung. Von dort wurde er am 10. März 1836 zu Fortifikationsdiensten in die Festung Glogau versetzt. Am 9. Juni 1837 zum Adjutanten der 3. Pionier-Abteilung (ab September 1939 wieder gemeinsam mit seinem Bruder) ernannt, wurde er am 29. Juli 1841 zu Fortifikationsdiensten in die Festung Schweidnitz versetzt. Anschließend wurde er am 5. August 1843 als zweiter Aufseher in die Vereinigte Artillerie- und Ingenieurschule versetzt. Er wurde am 28. März 1844 zum Premierleutnant befördert und im Jahr 1845 zum Lehrer an der Schule ernannt. Im Jahr 1848 wurde er auch Mitglied der Studienkommission der Schule, am 29. August 1849 wurde er zum Hauptmann befördert.
Bei der Mobilmachung von 1850 wurde er am 7. November als 2. Ingenieur-Offizier in das Generalkommando des Gardekorps eingesetzt. Am 28. Februar 1851 wurde er von dieser Stellung wieder entbunden. Am 3. April 1852 wurde er als Adjutanten in die 1. Ingenieur-Inspektion versetzt. Am 1. Mai 1852 wurde er auch zum Mitglied der Prüfungskommission für Hauptleute und Premier-Lieutenant des Ingenieurkorps ernannt. Am 20. Juli 1852 wurde er erster Adjutant der 1. Ingenieur-Inspektion, dazu wurde er à la suite der Ingenieur-Inspektion gestellt. Er wurde am 1. März 1853 mit der Wahrnehmung der Geschäfte als Kommandeur der 3. Pionier-Abteilung beauftragt, am 31. Mai 1853 wurde er als Kommandeur bestätigt und die 2. Ingenieur-Inspektion versetzt. Aber am 29. Mai 1856 wurde er als Ingenieur-Offizier vom Platz in die Festung Neiße versetzt. Er stieg am 5. Juni 1857 zum Major auf und wurde am 11. Dezember 1858 Lehrer an der Allgemeinen Kriegsschule. Am 25. August 1859 wurde er wieder zum Mitglied der Prüfungskommission für Hauptleute und Premier-Lieutenant des Ingenieurkorps. Aber am 10. Mai 1861 wurde er dann zur Dienstleistung in das Kriegsministerium versetzt. Im Ministerium wurde er am 20. September 1861 zum Chef des Ingenieur-Abteilung ernannt, ferner war er Mitglied des Ingenieurkomitees außerdem war er auch noch bis 1865 Lehrer an der Kriegsschule.
Am 18. Oktober 1861 zum Oberstleutnant befördert und am 29. April 1862 wurde er Mitglied der Ober-Militär-Studienkommission und der Studienkommission für die Kriegsschulen. Er wurde am 25. Juni 1864 zum Oberst befördert und bekam am 4. Oktober 1866 den Kronen-Orden II. Klasse mit Stern.
Anschließend wurde er am 14. Januar 1868 als Inspekteur in die 4. Ingenieur-Inspektion versetzt. Dort wurde er am 3. März 1868 mit dem Kommandeurskreuz II. Klasse des Ordens vom Zähringer Löwen, außerdem wurde er am 22. März 1868 zum Generalmajor befördert. Er wurde am 4. September 1869 zum Mitglied des Gerichtshofes für Kompetenzkonflikte. Am 19. Februar 1870 wurde er dann von seinen Aufgaben als Mitglied der Studienkommission für die Kriegsschulen entbunden.
Während der Mobilmachung zum Deutsch-Französischen Krieg wurde er am 24. Juli 1870 zum Vertreter des Direktors des Allgemeinen Kriegsdepartements im Kriegsministerium. Am 31. Juli 1870 wurde er dann stellvertretender Kriegsminister. Nach dem Krieg wurde er am 12. März 1871 wieder als Inspekteur in die 4. Ingenieur-Inspektion versetzt. Vom 17. Februar bis zum 27. März 1871 war er Bevollmächtigter im Bundesrat des Deutschen Reiches. Er erhielt am 3. April 1871 das Großkreuz des Hausordens der Wendischen Krone und am 27. April 1871 den Sankt-Stanislaus-Orden I. Klasse. Er bekam am 8. August 1871 seine Beförderung zum Generalleutnant. Unter Verleihung des Sterns zum Roten Adlerorden II. Klasse mit Eichenlaub wurde Klotz am 24. September 1872 mit Pension zur Disposition gestellt. Er kehrte nach Schlesien zurück und starb am 4. April 1892 in Karlsruhe.

### Familie
Klotz heiratete in Mühlberg Karoline von Wolfframsdorf (1820–1851), eine Tochter des Artillerie-Majors Johann Wilhelm von Wolfframsdorf (1761–1840).